# Park Narodowy Cát Tiên
Park Narodowy Cát Tiên (wiet. Vườn quốc gia Cát Tiên) – park narodowy leżący na terenie południowego Wietnamu. Utworzony został 7 lipca 1978 na obszarze 73 878 ha (738,78 km²).
W 2006 roku park został wpisany na wietnamską listę informacyjnej UNESCO – listę obiektów, które Wietnam zamierza rozpatrzyć do zgłoszenia do wpisu na listę światowego dziedzictwa UNESCO.

## Flora
Na terenie parku występuje wiele gatunków z rodziny dwuskrzydlcowatych (Dipterocarpaceae), w tym Dipterocarpus alatus i 6 innych przedstawicieli rodzaju, Hopea odorata oraz trzy gatunki z rodzaju Shorea. 41% powierzchni zalesionej parku stanowią lasy bambusowe; występują przedstawiciele Bambusa (w szczególności B. procera i B. balcoa) i Giagantochloa. 19% powierzchni to lasy mieszane. W ich podszycie występują przedstawiciele Mesua (kluzjowate), Lagerstroemia calyculata (krwawnicowate), Sindora siamensis oraz Xylia xylocarpa (bobowate). 24% powierzchni to lasy wiecznie zielone (23% podległo modyfikacji przez człowieka, 1% pozostaje w stanie nienaruszonym). W skład roślinnością wchodzą wymienione z początku dwuskrzydlcowate oraz inni przedstawiciele rodziny, np. Dalbergia, oraz Pterocarpus macrocarpus (bobowate) i Lagerstroemia (krwawnicowate). Prócz tego obecne są tereny trawiaste oraz bagienne, które pokrywają około 2500 ha.

## Grzyby
Z charakterystycznie wyglądających grzybów obecni są przedstawiciele Cookeina (kustrzebkowce), o czerwonych kapeluszach; występują obficie w porze deszczowej. Spotykane są także gatunki z rodzaju Amanita oraz lakownicowate (Ganodermataceae), na przykład Amauroderma. Na liściach rosną pasożytnicze grzyby Aschersonia placenta.

## Fauna
W parku narodowym Cát Tiên stwierdzono 77 gatunków ssaków. Są to m.in. słoń indyjski (Elephas maximus), sambar indyjski (Cervus unicolor), gaur (Bos gaurus), makak Pygathrix nigripes, lapunder (Macaca nemestrina) i gibon Hylobates gabriellae. Ostatnia tu żyjąca kontynentalna populacja nosorożca jawajskiego (Rhinoceros sondaicus) wymarła w 2010 roku po tym, jak ostatni okaz został odstrzelony przez kłusownika.
W 2000 roku na teren parku reintrodukowano krokodyle syjamskie (Crocodylus siamensis). Z gadów wymienić można także żółwia Cyclemys pulchristriata, agamę niebieskogłową (Calotes mystaceus), Draco maculatus i toke (Gekko gecko). Z płazów spotykane są m.in. Microhyla fissipes i Polypedates leucomystax.
Na obszarze PN Cát Tiên stwierdzono występowanie 159 gatunków ryb, w tym sumokształtnego Hemibagrus nemurus (bagrowate) i węgorza ryżowego (Monopterus albus). Najlepiej poznanym rzędem owadów na terenie parku są motyle (Lepidoptera). Spotykani są m.in. przedstawiciele rodzajów Eurema i Ixias (bielinkowate), Cyrestis nivea, Vindula dejone oraz Lexias dirtea, łącznie 439 gatunków. Najpowszechniejszym gatunkiem termita w tym parku narodowym jest Macrotermes carbonarius; stwierdzono 751 gatunków owadów.

## Awifauna
W parku narodowym stwierdzono 318 gatunków ptaków. Z obszarem PN częściowo pokrywa się obszar Important Bird Area o nazwie Nam Cat Tien, wytyczonego w roku 2002 przez BirdLife International. Do krytycznie zagrożonych gatunków należy ibis szarogłowy (Pseudibis davisoni), występuje także zagrożony paw złoty (Pavo muticus) oraz narażony marabut jawajski (Leptoptilos javanicus). Spotykane są także trzy gatunki kurtaczków – kurtaczek niebieskoskrzydły (Hydrornis soror), kurtaczek prążkowany (Hydrornis elliotii) oraz kurtaczek modroskrzydły (Pitta moluccensis). Do zasiedlających teren parku szerokodziobów należą szerokodziób różowodzioby (Corydon sumatranus), szerokodziób białoskrzydły (Cymbirhynchus macrorhynchos), szerokodziób purpurowy (Eurylaimus javanicus) i szerokodziób długosterny (Psarisomus dalhousiae). Występuje również turkuśnik indyjski (Irena puella), prinia śniada (Prinia hodgsonii), świerszczak nakrapiany (Locustella lanceolata), skowronek orientalny (Alauda gulgula) oraz nektarzyk czerwonouchy (Chalcoparia singalensis).

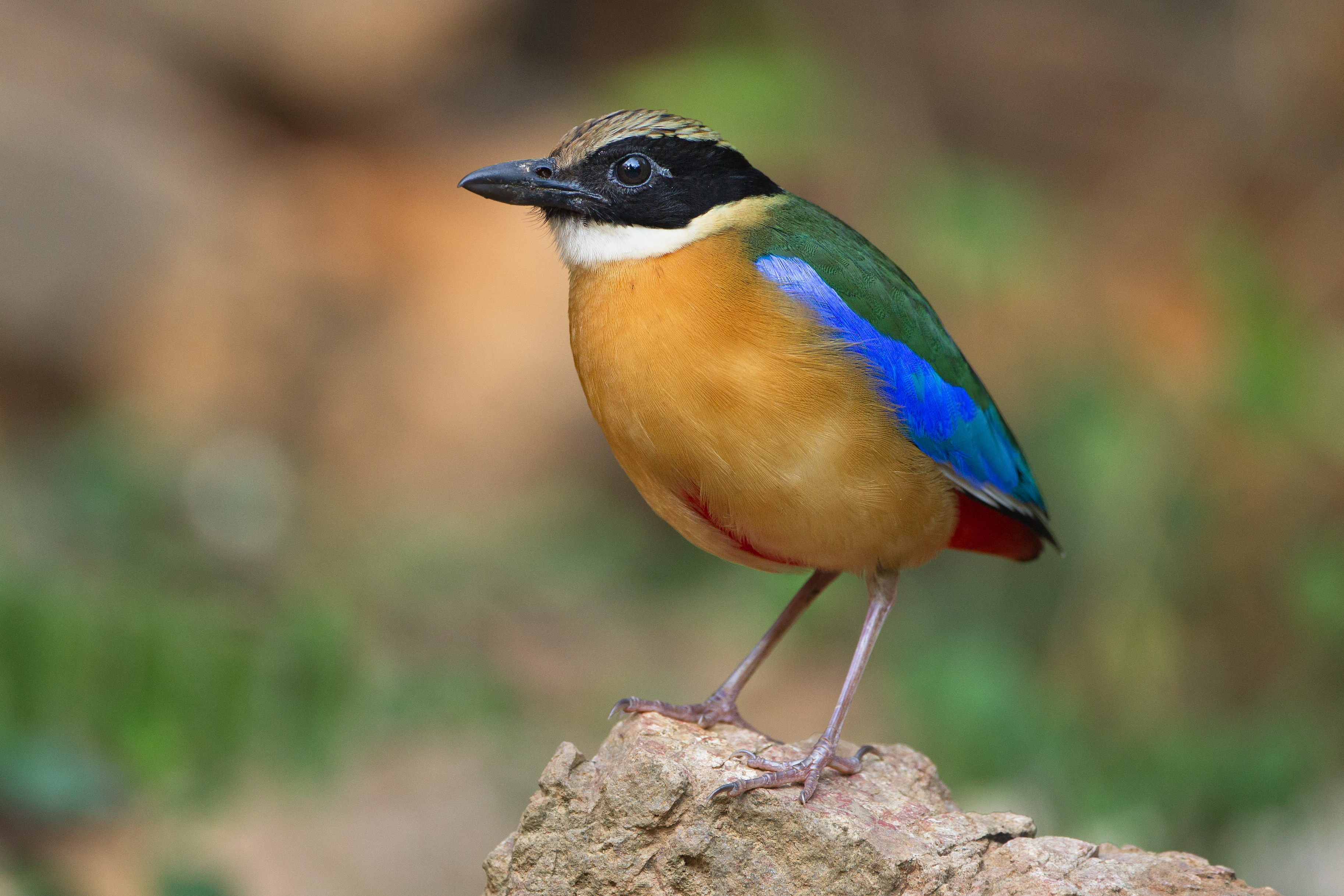
kurtaczek modroskrzydły (Pitta moluccensis)
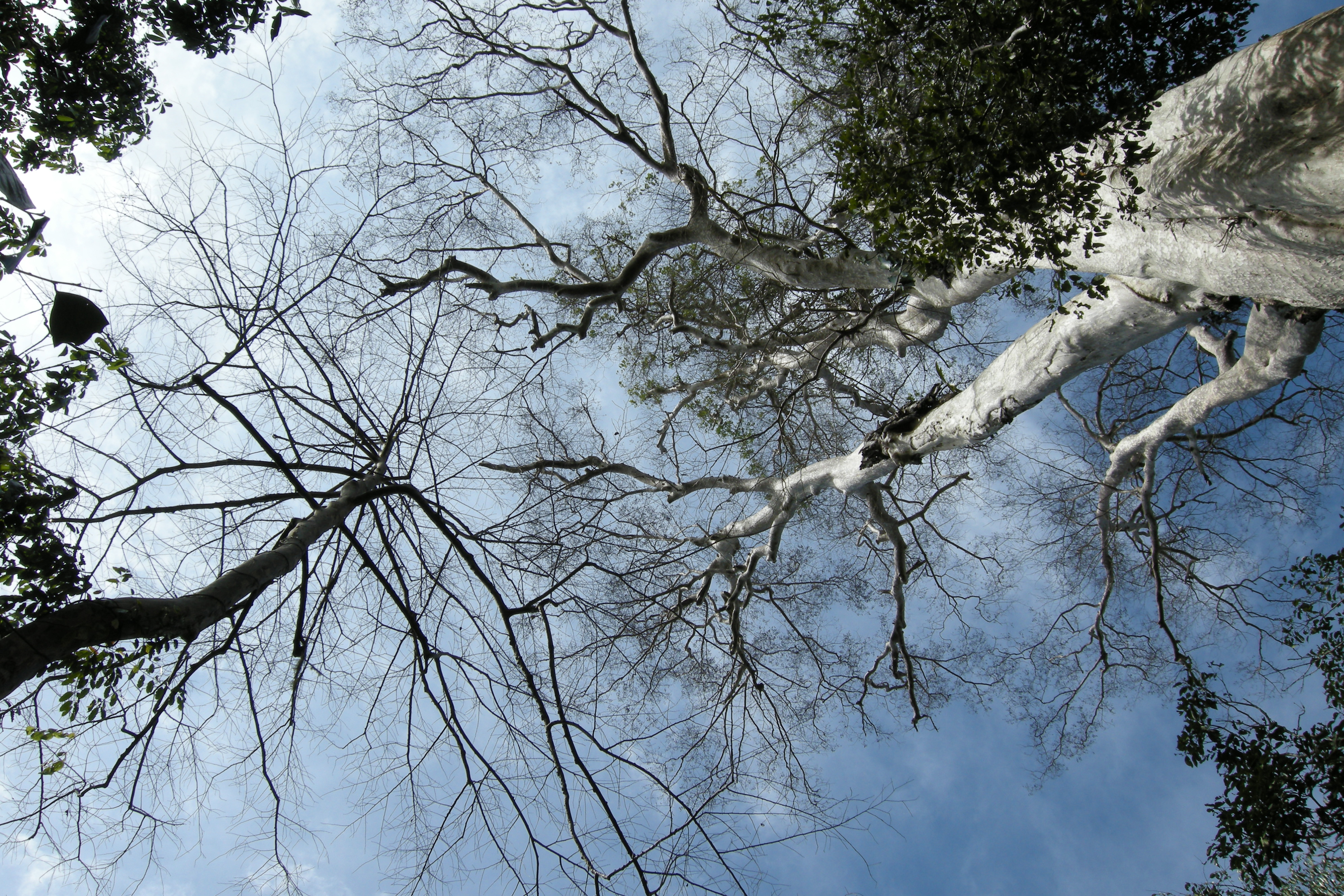
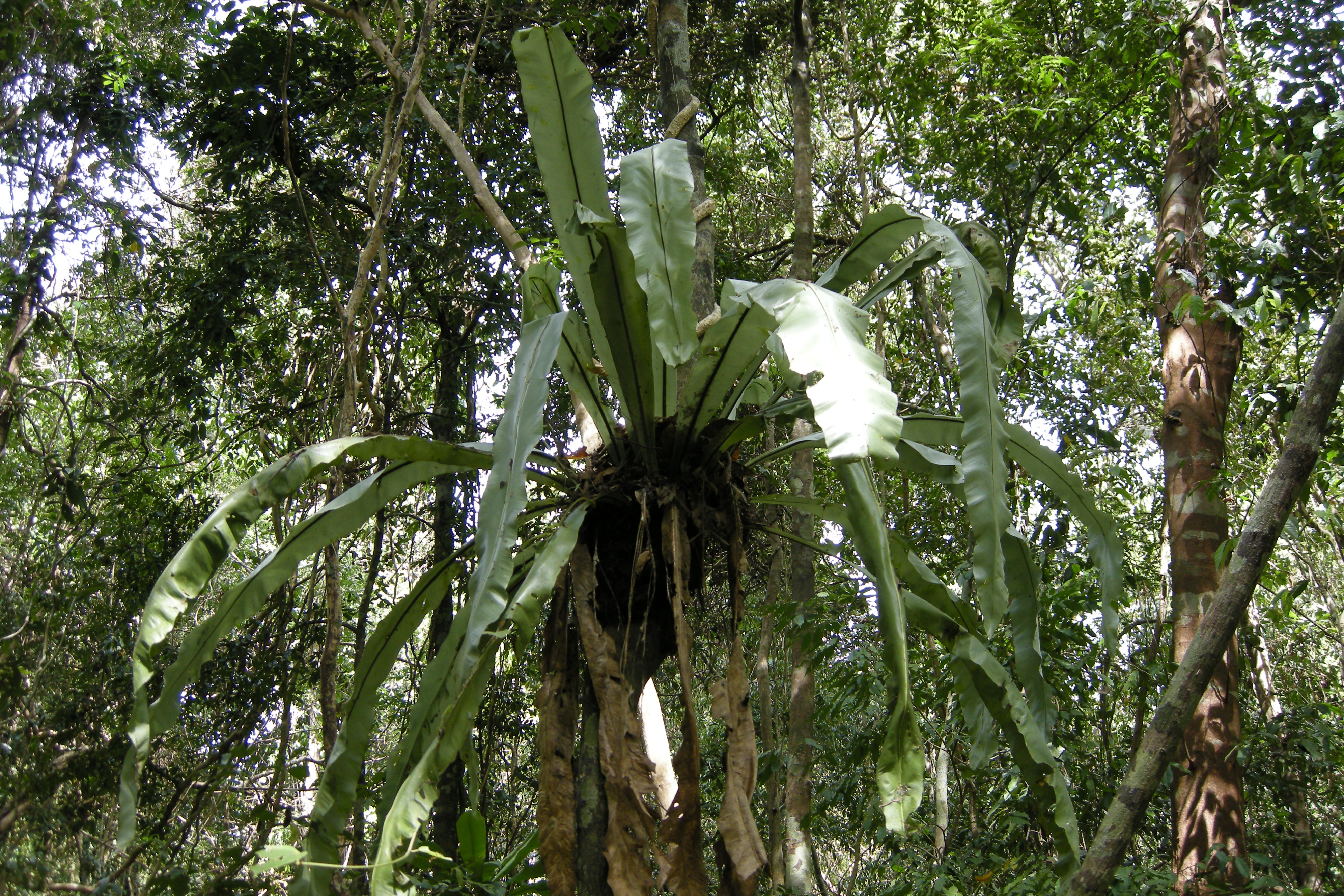
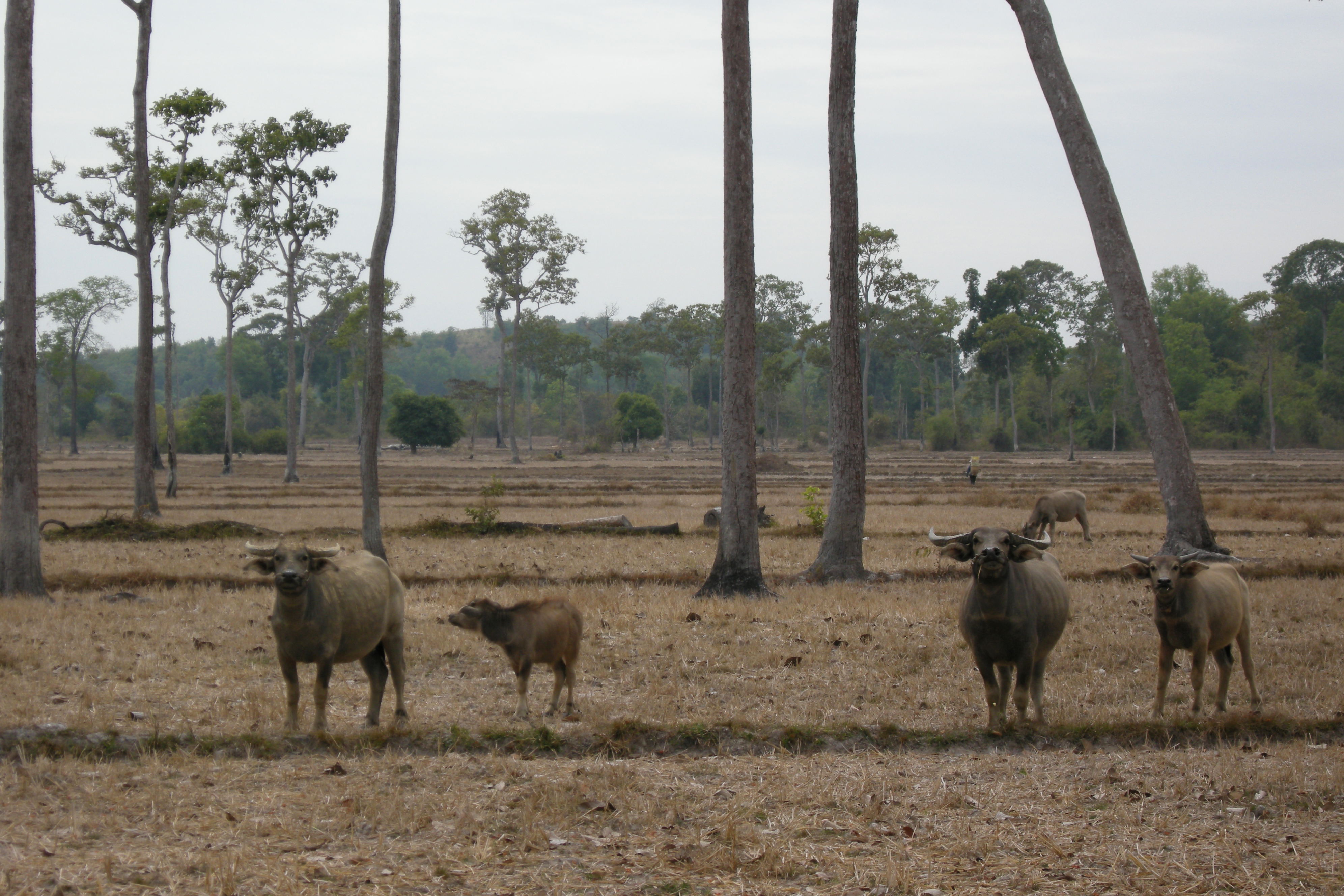
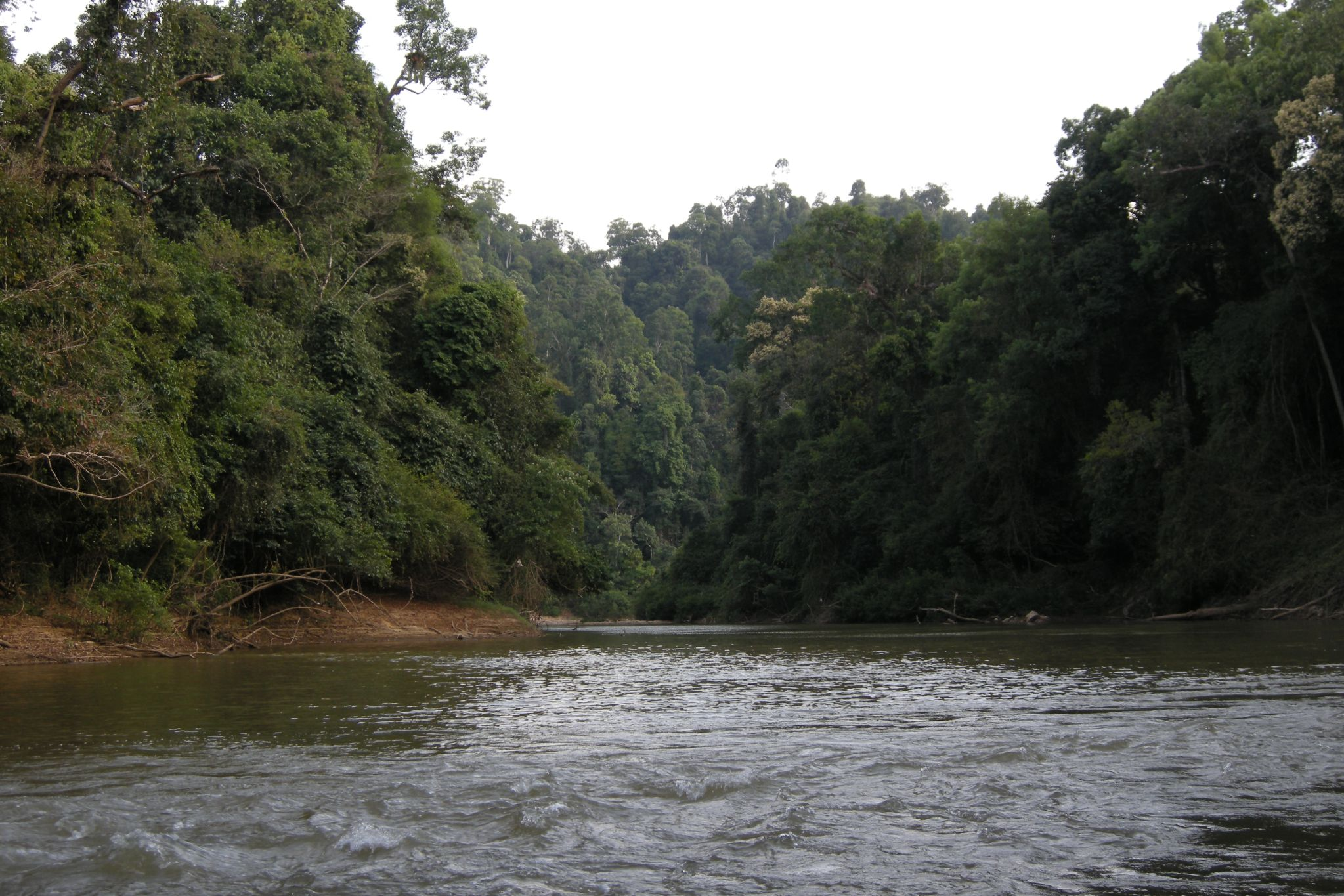
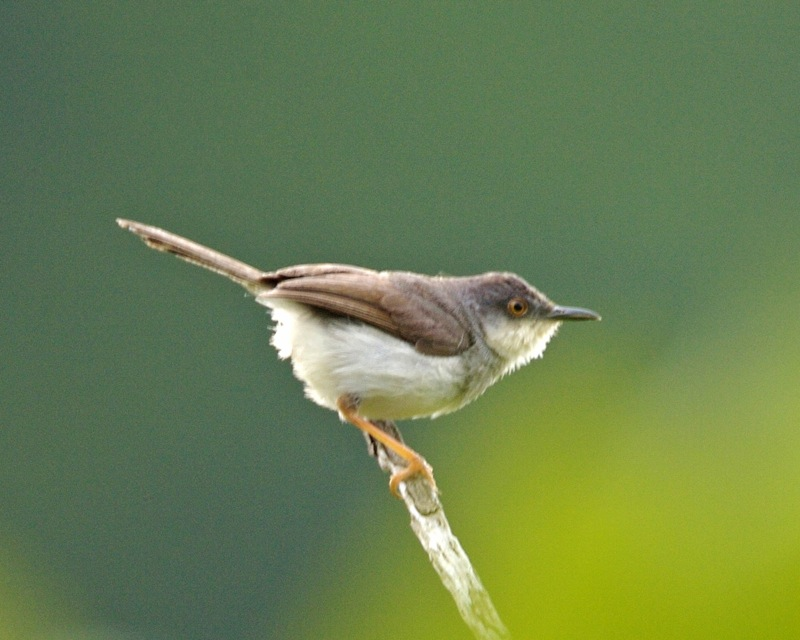
prinia śniada (Prinia hodgsonii)
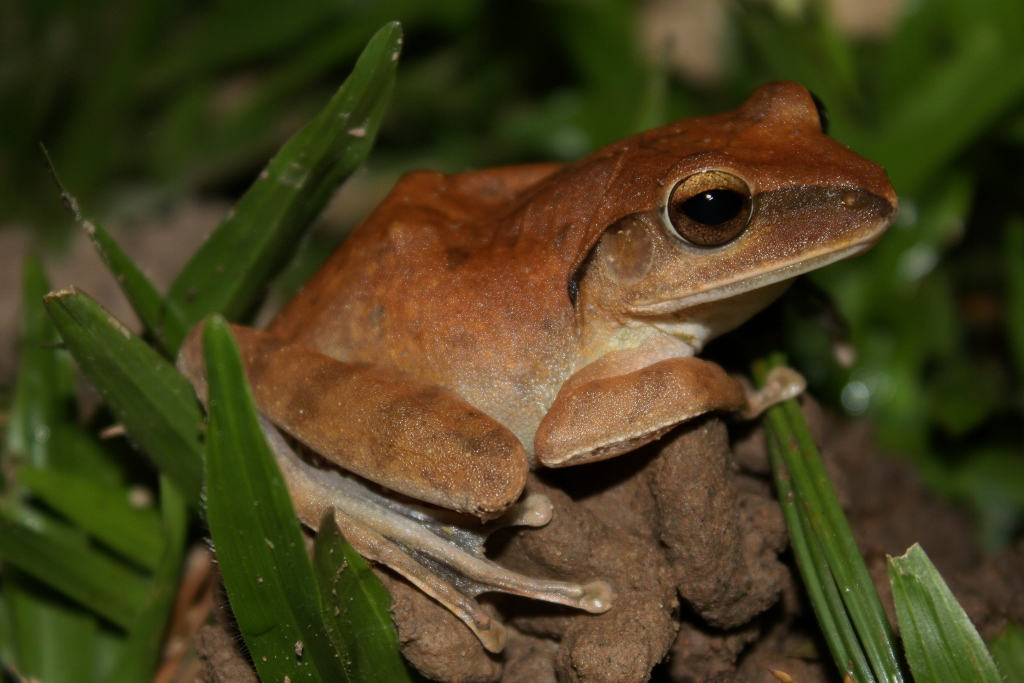
Polypedates leucomystax
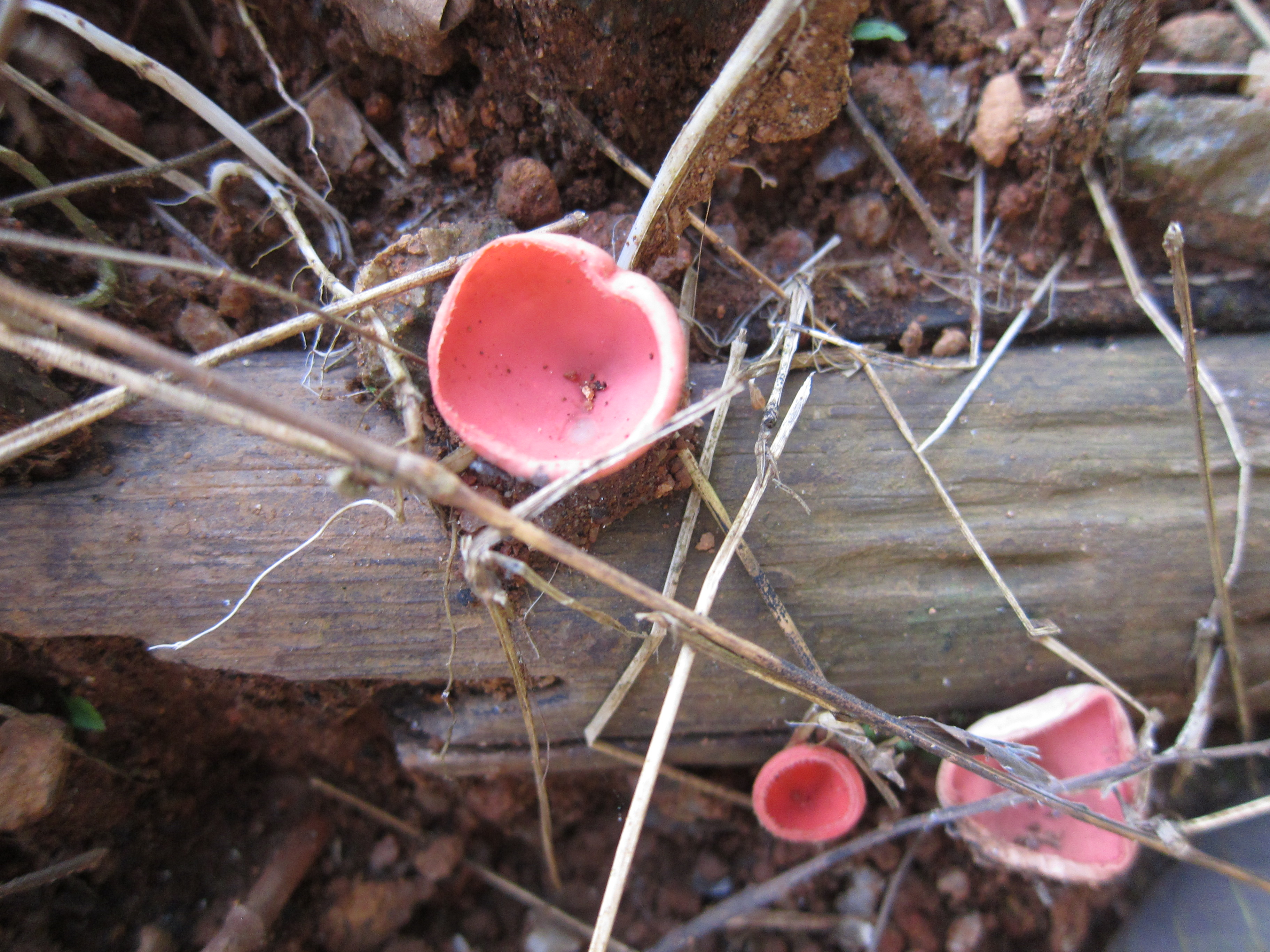
Owocniki Cookeina speciosa